# Humfried II. von Toron
Humfried II. von Toron (* 1117; † 22. April 1179 in Burg Hunin, Galiläa) war Herr von Toron und Konstabler des Königreichs Jerusalem.
Er war der Sohn von Humfried I. von Toron und wurde bei dessen Tod, einige Zeit vor 1140 Herr von Toron. Er heiratete in erster Ehe die Tochter von Rainer Brus, Herrn von Banias. Durch diese Ehe wurden Banias und Toron vereint. Mit ihr hatte er einen Sohn, Humfried III. von Toron. 1149 wurde er Kastellan von Hebron, als Hebron eine Domäne der königlichen Familie von Jerusalem wurde. 1153 wurde er Konstabler, als Balduin III. nach der Auseinandersetzung mit seiner Mutter Melisende Alleinherrscher wurde.
Humfried wurde 1157 von Nur ad-Din bei Banias geschlagen und dann in seiner Burg belagert, bis Balduin III. die Belagerung aufhob. Im selben Jahr verkaufte er Banias einschließlich der Burg Chastel Neuf an den Johanniterorden (Chastel Neuf wurde 1167 von Nur ad-Din erobert). Ebenfalls 1157 half er, die Ehe zwischen Balduin III. und Theodora, der Nichte des byzantinischen Kaisers Manuel I. Komnenos zu vermitteln. Er selbst heiratete später in zweiter Ehe Philippa, eine Schwester von Bohemund III. von Antiochia, die zuvor eine Affäre mit dem späteren byzantinischen Kaiser Andronikos I., Manuels Vetter, hatte. Die Ehe mit Philippa blieb kinderlos.
1173 hob Humfried Nur ad-Dins Belagerung von Karak in Oultrejordain auf. 1176 verringerte sich sein Einfluss bei Hof, so wie der Einfluss von Agnes von Edessa stieg, er blieb jedoch Konstabler. 1177 wurde dieser Verlust an Einfluss bestätigt, als die Herrschaft Hebron erneut errichtet und Rainald von Chatillon gegeben wurde, Herrn von Oultrejordain, anstatt Humfried, der dort immer noch Kastellan war. Humfried war einer der Unterstützer von Raimund III. von Tripolis, dem Regenten für Balduin IV.: Raimund, Humfried und andere waren die Fraktion der alten Familien am königlichen Hof, die Neuankömmlingen wie Rainald und später Guido von Lusignan in Opposition gegenüberstanden.
Humfried ließ Chastel Neuf 1179 neu aufbauen, nachdem es bei mehreren Belagerungen zerstört worden war. Im selben Jahr half er bei der Vermittlung des Waffenstillstands zwischen den Johannitern und den Tempelrittern und begleitete Balduin IV. bei einem Feldzug gegen eine kleine muslimische Truppe bei Banias, bei dem er Balduins Leben rettete, selbst aber so schwer verwundet wurde, dass er bald danach starb.
Da sein Sohn, Humfried III., bereits vor 1173 gestorben war, fiel Toron an seinen Enkel Humfried IV., den Sohn Humfrieds III. aus dessen Ehe mit Stephanie von Milly.